# Zračna luka Varaždin
Zračno pristanište Varaždin namijenjeno je za poseban zračni promet, odnosno za prihvat i otpremu zrakoplova. Smješteno je 2 km istočno od grada Varaždina.

## Vanjske poveznice
|  | Zajednički poslužitelj ima još gradiva o temi Zračna luka Varaždin |

- Službene stranice  Arhivirana inačica izvorne stranice od 18. travnja 2009. (Wayback Machine)